# えびてん 公立海老栖川高校天悶部のディスコグラフィ
えびてん 公立海老栖川高校天悶部のディスコグラフィでは、テレビアニメまたはドラマCD『えびてん 公立海老栖川高校天悶部』の関連CDについて記述する。

## 主題歌

### 未来色の約束
2012年11月9日に発売。発売元はAMG MUSIC、販売元はムービック。規格品番はAMG-7040。
A面である未来色の約束は、テレビアニメのオープニングに使用され、プロモーションビデオが制作され先行配信版ではエンディングに流された。プロモーションビデオのフルバージョンがアニメBlu-ray&DVDの映像特典として収録されている。
B面の「Treasure」は『生徒会の一存』のオープニング曲のカバーであり、番宣CMに使用された。
ボーナストラックとしてえびらじの未放送の公開録音の音源が収録されている。
収録曲
1. 未来色の約束 [3:38]
歌：星の少女tai☆【野水伊織、西明日香、村井理沙子、月宮みどり】
作詞 - 仲智唯 / 作曲・編曲 - 野中“まさ”雄一
テレビアニメ『えびてん 公立海老栖川高校天悶部』オープニングテーマ、先行配信版エンディングテーマ
2. Treasure〜星の少女tai☆Mix〜 [4:38]
歌：星の少女tai☆【野水伊織、西明日香、村井理沙子、月宮みどり】
作詞・作曲・編曲：橋本由香利
3. 未来色の約束〜inst.Mix〜 [3:38]
4. 未来色の約束〜Iori iro.Mix〜 [3:38]
歌：野水伊織 from 星の少女tai☆【野水伊織、西明日香、村井理沙子、月宮みどり】
5. 未来色の約束〜Asuka iro Mix〜 [3:38]
歌：西明日香 from 星の少女tai☆【野水伊織、西明日香、村井理沙子、月宮みどり】
6. 未来色の約束〜Risako iro Mix〜 [3:38]
歌：村井理沙子 from 星の少女tai☆【野水伊織、西明日香、村井理沙子、月宮みどり】
7. 未来色の約束〜Midori iro Mix〜 [3:39]
歌：月宮みどり from 星の少女tai☆【野水伊織、西明日香、村井理沙子、月宮みどり】
8. えびらじ公開録音秘蔵音源 [20:42]
ゲスト - 野水伊織（エリザベス・マーガレット役）、西明日香（金森羽片役）
ボーナストラック、第0回の公開録音の（昼の部・夜の部）うち本放送で流されなかった昼の部を収録。

## キャラクターソングアルバム

### THEリスペクト EB10 Vol.1
2012年12月7日に発売。発売元はAMG MUSIC。規格品番はAMG-7042。
エンディングテーマのうち1話から5話までは収録された。一部の楽曲はTV mixとなっているが、フルバージョンは各巻のBlu-ray Disc版かDVD限定版付属の特典CDに収録された。ボーナストラックとしてアニメで使われたBGM集の一部が収録されている。
収録曲
1. お砂糖ファンタジー [3:40]
歌：戸田山響子（阿澄佳奈）
作詞 - 仲智唯 / 作曲・編曲 - 野中“まさ”雄一
2. 地球に I Love You〜TV mix〜 [1:33]
歌：金森羽片（西明日香）
作詞・作曲 - 古田喜昭 / 編曲 - 谷口秀太
フルバージョンはBlu-ray限定版・DVD限定版の第1巻の特典CDに収録されている。
3. Moe Romance [4:00]
歌：金森羽片（西明日香）
作詞 - 仲智唯 / 作曲・編曲 - 野中“まさ”雄一
4. デリケートに好きして〜TV mix〜 [1:32]
歌：エリザベス・マーガレット（野水伊織）
作詞・作曲 - 古田喜昭 / 編曲 - 谷口秀太
フルバージョンはBlu-ray限定版・DVD限定版の第1巻の特典CDに収録されている。
5. わたしはだぁれ？〜EB10 mix〜 [3:23]
歌：エリザベス・マーガレット（野水伊織）
作詞 - 仲智唯 / 作曲・編曲 - 野中“まさ”雄一
6. ウルトラセブンの歌〜TV mix〜 [1:33]
歌：廣松理圭（村井理沙子）＆伊勢田結花（月宮みどり）
作詞 - 東京一 / 作曲 - 冬木透 / 編曲 - 谷口秀太
フルバージョンはBlu-ray限定版・DVD限定版の第2巻の特典CDに収録されている。
7. ご飯だけねこまんま [4:06]
歌：廣松理圭（村井理沙子）＆伊勢田結花（月宮みどり）
作詞 - 仲智唯 / 作曲・編曲 - 野中“まさ”雄一
8. メロスのように-LONELY WAY〜TV mix〜 [1:42]
歌：野矢一樹（伊瀬茉莉也）
作詞 - 秋元康 / 作曲 - 中崎英也 / 編曲 - 谷口秀太
フルバージョンはBlu-ray限定版・DVD限定版の第2巻の特典CDに収録されている。
9. ビンタ…延々と [3:27]
歌：戸田山泉子（野水伊織）
作詞 - 仲智唯 / 作曲・編曲 - 野中“まさ”雄一
10. 愛をとりもどせ!!〜TV mix〜 [1:34]
歌：廣松理圭（村井理沙子）＆伊勢田結花（月宮みどり）
作詞 - 中村公晴 / 作曲 - 山下三智夫 / 編曲 - 谷口秀太
フルバージョンはBlu-ray限定版・DVD限定版の第3巻の特典CDに収録されている。
11. 未来色の約束〜TV mix〜 [1:32]
歌：星の少女tai☆【野水伊織、西明日香、村井理沙子、月宮みどり】
作詞 - 仲智唯 / 作曲・編曲 - 野中“まさ”雄一
Bonus Track 1
12. ビバビバ天悶部 [3:19]
歌：【公立海老栖川高校天悶部2年生】戸田山響子（阿澄佳奈）＆金森羽片（西明日香）＆廣松理圭（村井理沙子）
作詞 - 仲智唯 / 作曲・編曲 - 野中“まさ”雄一
Bonus Track 1
13. E-BGM1 [1:34]
作曲/編曲：野中“まさ”雄一
Bonus Track 2「えびーじーえむ集Vol.1」
14. E-BGM2 [1:57]
作曲/編曲：野中“まさ”雄一
Bonus Track 2「えびーじーえむ集Vol.1」
15. E-BGM3 [1:55]
作曲/編曲：野中“まさ”雄一
Bonus Track 2「えびーじーえむ集Vol.1」
16. E-BGM4 [1:52]
作曲/編曲：野中“まさ”雄一
Bonus Track 2「えびーじーえむ集Vol.1」
17. E-BGM5 [2:00]
作曲/編曲：野中“まさ”雄一
Bonus Track 2「えびーじーえむ集Vol.1」
18. E-BGM6 [1:48]
作曲/編曲：野中“まさ”雄一
Bonus Track 2「えびーじーえむ集Vol.1」
19. E-BGM7 [1:32]
作曲/編曲：野中“まさ”雄一
Bonus Track 2「えびーじーえむ集Vol.1」
20. E-BGM8 [1:50]
作曲/編曲：野中“まさ”雄一
Bonus Track 2「えびーじーえむ集Vol.1」
21. E-BGM9 [2:00]
作曲/編曲：野中“まさ”雄一
Bonus Track 2「えびーじーえむ集Vol.1」
22. E-BGM10 [1:48]
作曲/編曲：野中“まさ”雄一
Bonus Track 2「えびーじーえむ集Vol.1」
23. E-BGM11 [1:37]
作曲/編曲：野中“まさ”雄一
Bonus Track 2「えびーじーえむ集Vol.1」
24. E-BGM12 [1:53]
作曲/編曲：野中“まさ”雄一
Bonus Track 2「えびーじーえむ集Vol.1」
25. E-BGM13 [1:42]
作曲/編曲：野中“まさ”雄一
Bonus Track 2「えびーじーえむ集Vol.1」
26. E-BGM14 [1:38]
作曲/編曲：野中“まさ”雄一
Bonus Track 2「えびーじーえむ集Vol.1」
27. E-BGM15 [1:59]
作曲/編曲：野中“まさ”雄一
Bonus Track 2「えびーじーえむ集Vol.1」
28. E-BGM16 [1:39]
作曲/編曲：野中“まさ”雄一
Bonus Track 2「えびーじーえむ集Vol.1」

### THEリスペクト EB10 Vol.2
2012年12月21日に発売。発売元はAMG MUSIC。規格品番はAMG-7043。
エンディングテーマのうち6話から10話までの部分を収録している。Vol.1と同じく一部の楽曲はTV mixとなっているが、フルバージョンは各巻のBlu-ray Disc版かDVD限定版付属の特典CDに収録された。ボーナストラックとしてアニメで使われたBGM集の一部が収録されている。
収録曲
1. 未来色の約束〜KYOKO IRO mix〜 [3:38]
歌：戸田山響子（阿澄佳奈）feat. 星の少女tai☆【野水伊織、西明日香、村井理沙子、月宮みどり】
作詞 - 仲智唯 / 作曲・編曲 - 野中“まさ”雄一
2. DON'T LOOK BACK〜TV mix〜 [1:31]
歌：金森羽片（西明日香）
作詞 - 西田昌史 / 作曲 - 石原慎一郎 / 編曲 - 谷口秀太
フルバージョンはBlu-ray限定版・DVD限定版の第3巻の特典CDに収録されている。
3. Canpeki？GIRL [3:37]
歌：伊勢田結花（月宮みどり）
作詞 - 仲智唯 / 作曲・編曲 - 野中“まさ”雄一
4. さよなら人類〜TV mix〜 [1:31]
歌：野矢一樹(CV:伊瀬茉莉也)
作詞・作曲 - 柳原幼一郎 / 編曲 - 谷口秀太
フルバージョンはBlu-ray限定版・DVD限定版の第4巻の特典CDに収録されている。
5. 主人公は僕 [3:37]
歌：野矢一樹（伊瀬茉莉也）
作詞 - 仲智唯 / 作曲・編曲 - 野中“まさ”雄一
6. 恐怖の町〜TV mix〜 [1:32]
歌：大庭蓮實（佐藤聡美）
作詞 - 金城哲夫 / 作曲 - 山本直純 / 編曲 - 谷口秀太
フルバージョンはBlu-ray限定版・DVD限定版の第4巻の特典CDに収録されている。
7. WE GOTTA LOLITA [3:21]
歌：野矢一樹（伊瀬茉莉也）
作詞 - 仲智唯 / 作曲・編曲 - 野中“まさ”雄一
8. MONKEY MAGIC〜TV mix〜 [1:32]
歌：戸田山泉子（野水伊織）
作詞 - 奈良橋陽子 / 作曲 - タケカワユキヒデ / 編曲 - 谷口秀太
フルバージョンはBlu-ray限定版・DVD限定版の第5巻の特典CDに収録されている。
9. 愛はブーメラン〜IZUMIKO PARADISE mix〜 [3:59]
歌：戸田山泉子（野水伊織）
作詞 - 三浦徳子 / 作曲 - 松田良 / 編曲 - 谷口秀太
10. 秘密く・だ・さ・い [5:58]
歌：大庭蓮實（佐藤聡美）
作詞 - 松井五郎 / 作曲 - 鈴木キサブロー / 編曲 - 野中“まさ”雄一
11. Nebula [4:56]
歌：月宮みどり/村井理沙子
作詞 - 仲智唯 / 作曲・編曲 - 野中“まさ”雄一
Bonus Track 1
12. わたしはだぁれ？〜Original mix〜 [3:23]
歌：エリザベス・マーガレット（野水伊織）
作詞 - 仲智唯 / 作曲・編曲 - 野中“まさ”雄一
Bonus Track 1
13. ビバビバ天悶部〜KYOKO mix〜 [3:17]
歌：戸田山響子（阿澄佳奈）
作詞 - 仲智唯 / 作曲・編曲 - 野中“まさ”雄一
Bonus Track 1
14. ビバビバ天悶部〜KANAMORI mix〜 [3:17]
歌：金森羽片（西明日香）
作詞 - 仲智唯 / 作曲・編曲 - 野中“まさ”雄一
Bonus Track 1
15. ビバビバ天悶部〜HIROMATSU mix〜 [3:18]
歌：廣松理圭（村井理沙子）
作詞 - 仲智唯 / 作曲・編曲 - 野中“まさ”雄一
Bonus Track 1
16. E-BGM17 [1:26]
作曲/編曲：野中“まさ”雄一
Bonus Track 2「えびーじーえむ集Vol.2」
17. E-BGM18 [1:42]
作曲/編曲：野中“まさ”雄一
Bonus Track 2「えびーじーえむ集Vol.2」
18. E-BGM19 [1:33]
作曲/編曲：野中“まさ”雄一
Bonus Track 2「えびーじーえむ集Vol.2」
19. E-BGM20 [2:02]
作曲/編曲：野中“まさ”雄一
Bonus Track 2「えびーじーえむ集Vol.2」
20. E-BGM21 [1:37]
作曲/編曲：野中“まさ”雄一
Bonus Track 2「えびーじーえむ集Vol.2」
21. E-BGM22 [2:06]
作曲/編曲：野中“まさ”雄一
Bonus Track 2「えびーじーえむ集Vol.2」
22. E-BGM23 [1:42]
作曲/編曲：野中“まさ”雄一
Bonus Track 2「えびーじーえむ集Vol.2」
23. E-BGM24 [1:52]
作曲/編曲：野中“まさ”雄一
Bonus Track 2「えびーじーえむ集Vol.2」
24. E-BGM25 [1:42]
作曲/編曲：野中“まさ”雄一
Bonus Track 2「えびーじーえむ集Vol.2」
25. E-BGM26 [1:46]
作曲/編曲：野中“まさ”雄一
Bonus Track 2「えびーじーえむ集Vol.2」
26. E-BGM27 [1:59]
作曲/編曲：野中“まさ”雄一
Bonus Track 2「えびーじーえむ集Vol.2」
27. E-BGM28 [2:30]
作曲/編曲：野中“まさ”雄一
Bonus Track 2「えびーじーえむ集Vol.2」
28. E-BGM29 [1:59]
作曲/編曲：野中“まさ”雄一
Bonus Track 2「えびーじーえむ集Vol.2」

## Blu-ray&DVD限定版収録封入特典CD カラオケ大会CD
角川書店より発売されているテレビアニメ『えびてん 公立海老栖川高校天悶部』のBlu-ray版&DVD限定版収録の特典CDである。本編で使われたエンディング曲のフルバージョンが各巻2話分ずつ収録されている。全5枚。BGM集の作曲は本編で音楽を担当していた野中“まさ”雄一が担当している。
|                                                      | 収録曲                                               | ボーカル                                             | 作詞                                                 | 作曲                                                 | 編曲                                                 |
| Blu-ray版&DVD限定版 第1巻封入特典カラオケ大会CDその1 | Blu-ray版&DVD限定版 第1巻封入特典カラオケ大会CDその1 | Blu-ray版&DVD限定版 第1巻封入特典カラオケ大会CDその1 | Blu-ray版&DVD限定版 第1巻封入特典カラオケ大会CDその1 | Blu-ray版&DVD限定版 第1巻封入特典カラオケ大会CDその1 | Blu-ray版&DVD限定版 第1巻封入特典カラオケ大会CDその1 |
| ---------------------------------------------------- | ---------------------------------------------------- | ---------------------------------------------------- | ---------------------------------------------------- | ---------------------------------------------------- | ---------------------------------------------------- |
| 1                                                    | 地球にI LOVE YOU                                     | 金森羽片（西明日香）                                 | 古田喜昭                                             | 古田喜昭                                             | 谷口秀太                                             |
| 2                                                    | デリケートに好きして                                 | エリザベス・マーガレット（野水伊織）                 | 古田喜昭                                             | 古田喜昭                                             | 谷口秀太                                             |
| 3                                                    | 第1話リスペクトBGM                                   | -                                                    | -                                                    | 野中“まさ”雄一                                       | -                                                    |
| 4                                                    | 第1話アイキャッチ                                    | -                                                    | -                                                    | 野中“まさ”雄一                                       | -                                                    |
| 5                                                    | 第2話リスペクトBGM1                                  | -                                                    | -                                                    | 野中“まさ”雄一                                       | -                                                    |
| 6                                                    | 第2話リスペクトBGM2                                  | -                                                    | -                                                    | 野中“まさ”雄一                                       | -                                                    |
| 7                                                    | 第2話タイトルバック                                  | -                                                    | -                                                    | 野中“まさ”雄一                                       | -                                                    |
| 8                                                    | 第2話アイキャッチ                                    |                                                      |                                                      |                                                      |                                                      |
| Blu-ray版&DVD限定版 第2巻封入特典カラオケ大会CDその2 |                                                      |                                                      |                                                      |                                                      |                                                      |
| 8                                                    | ウルトラセブンの歌                                   | 廣松理圭（村井理沙子） 伊勢田結花（月宮みどり）      | 東京一                                               | 東京一・冬木透                                       | 谷口秀太                                             |
| 9                                                    | メロスのように-LONELY WAY-                           | 野矢一樹（伊瀬茉莉也）                               | 秋元康                                               | 中崎英也                                             | 谷口秀太                                             |
| 10                                                   | 第3話タイトルバック                                  | -                                                    | -                                                    | 野中“まさ”雄一                                       | -                                                    |
| 11                                                   | 第3話リスペクトBGM1                                  | -                                                    | -                                                    | 野中“まさ”雄一                                       | -                                                    |
| 12                                                   | 第3話リスペクトBGM2                                  | -                                                    | -                                                    | 野中“まさ”雄一                                       | -                                                    |
| 13                                                   | 第3話リスペクトBGM3                                  | -                                                    | -                                                    | 野中“まさ”雄一                                       | -                                                    |
| 14                                                   | 第3話リスペクトBGM4                                  | -                                                    | -                                                    | 野中“まさ”雄一                                       | -                                                    |
| 15                                                   | 第4話タイトルバック                                  | -                                                    | -                                                    | 野中“まさ”雄一                                       | -                                                    |
| 16                                                   | 第4話リスペクトBGM1                                  | -                                                    | -                                                    | 野中“まさ”雄一                                       | -                                                    |
| 17                                                   | 第4話リスペクトBGM2                                  | -                                                    | -                                                    | 野中“まさ”雄一                                       | -                                                    |
| 18                                                   | 第4話アイキャッチ                                    | -                                                    | -                                                    | 野中“まさ”雄一                                       | -                                                    |
| Blu-ray版&DVD限定版 第3巻封入特典カラオケ大会CDその3 |                                                      |                                                      |                                                      |                                                      |                                                      |
| 19                                                   | 愛をとりもどせ!!                                     | 廣松理圭（村井理沙子） 伊勢田結花（月宮みどり）      | 中村公晴                                             | 山下三智夫                                           | 谷口秀太                                             |
| 20                                                   | DON’T LOOK BACK                                      | 金森羽片（西明日香）                                 | 西田昌史                                             | 石原慎一郎                                           | 谷口秀太                                             |
| 21                                                   | 第5話BGM1                                            | -                                                    | -                                                    | 野中“まさ”雄一                                       | -                                                    |
| 22                                                   | 第5話タイトルバック1                                 | -                                                    | -                                                    | 野中“まさ”雄一                                       | -                                                    |
| 23                                                   | 第5話タイトルバック2                                 | -                                                    | -                                                    | 野中“まさ”雄一                                       | -                                                    |
| 24                                                   | 第5話BGM2                                            | -                                                    | -                                                    | 野中“まさ”雄一                                       | -                                                    |
| 25                                                   | 第5話BGM3                                            | -                                                    | -                                                    | 野中“まさ”雄一                                       | -                                                    |
| 26                                                   | 第5話BGM4                                            | -                                                    | -                                                    | 野中“まさ”雄一                                       | -                                                    |
| 27                                                   | 第5話BGM5                                            | -                                                    | -                                                    | 野中“まさ”雄一                                       | -                                                    |
| 28                                                   | 第6話タイトルバック                                  | -                                                    | -                                                    | 野中“まさ”雄一                                       | -                                                    |
| 29                                                   | 第6話アイキャッチ                                    | -                                                    | -                                                    | 野中“まさ”雄一                                       | -                                                    |
| Blu-ray版&DVD限定版 第4巻封入特典カラオケ大会CDその4 |                                                      |                                                      |                                                      |                                                      |                                                      |
| 30                                                   | さよなら人類                                         | 野矢一樹（伊瀬茉莉也）                               | 柳原幼一郎                                           | 柳原幼一郎                                           | 谷口秀太                                             |
| 31                                                   | 恐怖の町                                             | 大庭蓮實（佐藤聡美）                                 | 金城哲夫                                             | 山本直純                                             | 谷口秀太                                             |
| 32                                                   | 第7話リスペクトBGM1                                  | -                                                    | -                                                    | 野中“まさ”雄一                                       | -                                                    |
| 33                                                   | 第7話リスペクトタイトルバック                        | -                                                    | -                                                    | 野中“まさ”雄一                                       | -                                                    |
| 34                                                   | 第7話リスペクトBGM2                                  | -                                                    | -                                                    | 野中“まさ”雄一                                       | -                                                    |
| 35                                                   | 第7話リスペクトBGM3                                  | -                                                    | -                                                    | 野中“まさ”雄一                                       | -                                                    |
| 36                                                   | 第7話アイキャッチ1                                   | -                                                    | -                                                    | 野中“まさ”雄一                                       | -                                                    |
| 37                                                   | 第7話アイキャッチ2                                   | -                                                    | -                                                    | 野中“まさ”雄一                                       | -                                                    |
| 38                                                   | 第8話タイトルバック1                                 | -                                                    | -                                                    | 野中“まさ”雄一                                       | -                                                    |
| 39                                                   | 第8話タイトルバック2                                 | -                                                    | -                                                    | 野中“まさ”雄一                                       | -                                                    |
| 40                                                   | 第8話アイキャッチ1                                   | -                                                    | -                                                    | 野中“まさ”雄一                                       | -                                                    |
| 41                                                   | 第8話アイキャッチ2                                   | -                                                    | -                                                    | 野中“まさ”雄一                                       | -                                                    |
| Blu-ray版&DVD限定版 第5巻封入特典カラオケ大会CDその5 |                                                      |                                                      |                                                      |                                                      |                                                      |
| 42                                                   | モンキーマジック                                     | 戸田山泉子(野水伊織)                                 | 奈良橋陽子                                           | タケカワユキヒデ                                     | 谷口秀太                                             |
| 43                                                   | 愛はブーメラン                                       | 戸田山響子（阿澄佳奈）                               | 三浦徳子                                             | 松田良                                               | 谷口秀太                                             |
| 44                                                   | 第9話タイトルバック1                                 | -                                                    | -                                                    | 野中“まさ”雄一                                       | -                                                    |
| 45                                                   | 第9話BGM                                             | -                                                    | -                                                    | 野中“まさ”雄一                                       | -                                                    |
| 46                                                   | 第9話タイトルバック2                                 | -                                                    | -                                                    | 野中“まさ”雄一                                       | -                                                    |
| 47                                                   | 第9話アイキャッチ1                                   | -                                                    | -                                                    | 野中“まさ”雄一                                       | -                                                    |
| 48                                                   | 第9話アイキャッチ2                                   | -                                                    | -                                                    | 野中“まさ”雄一                                       | -                                                    |
| 49                                                   | 第10話BGM1                                           | -                                                    | -                                                    | 野中“まさ”雄一                                       | -                                                    |
| 50                                                   | 第10話BGM2                                           | -                                                    | -                                                    | 野中“まさ”雄一                                       | -                                                    |
| 51                                                   | 第10話BGM3                                           | -                                                    | -                                                    | 野中“まさ”雄一                                       | -                                                    |
| 52                                                   | 第10話BGM4                                           | -                                                    | -                                                    | 野中“まさ”雄一                                       | -                                                    |
| 53                                                   | 第10話BGM5                                           | -                                                    | -                                                    | 野中“まさ”雄一                                       | -                                                    |